# MV Tern
Le MV Tern est un navire à passagers britannique de 1891 qui opère actuellement sur le lac de Windermere, dans le Comté de Cumbria, pour la Windermere Lake Cruises.

Il est classé bateau historique depuis 1996 par le National Historic Ships UK et au registre du National Historic Fleet.

## Histoire
Tern a été construit dans l'Essex en 1891 sur le chantier Forrest & Son de Wivenhoe pour la compagnie de chemin de fer Furness Railway. Le bateau a été transporté en tronçons par le rail de Wivenhoe au Lac Windermere. Deux ans plus tard, en novembre 1893, il a coulé sur ses amarres durant une tempête mais il a été renfloué de suite.

En 1923, à la suite d'un regroupement des sociétés de chemins de fer, il a été repris par la London, Midland and Scottish Railway.
Durant la Seconde Guerre mondiale, il a été réquisitionné par la Royal Navy comme navire école des Cadets de la marine  et temporairement rebaptisé HMS Undine.   
En 1948, avec la nationalisation des chemins de fer britannique, il a été repris par la British Transport Commission (en), dont la flotte devint plus tard Sealink.  
Entre 1957-58, Tern a été rééquipé  avec deux moteurs diesel Gleniffer à 6 cylindres de 120 cv, et sa cheminée raccourcie. Une timonerie fermée a ensuite été construite sur la plate-forme de navigation. En 1984, Sealink a été privatisée par la Sea Containers Ltd., et la flotte de Windermere a été renommée The Winderemere Iron Steamboat Company.  Au cours de l'hiver 1990-91, Tern a subi une refonte pour reprendre son aspect d'origine de bateau à vapeur.  

En 1993, la flotte est devenue la propriété de Winderemere Lake Cruises.